# Nitrite-réductase
La nitrite-réductase ou réductase de nitrite est une oxydoréductase qui catalyse la réaction :
NO + H2O + ferricytochrome c  {\displaystyle \rightleftharpoons }  NO2− + ferrocytochrome c + 2 H+.
La structure de cette enzyme a été déterminée : PDB 1RZP, 1RZQ, 1SJM, 1SNR, 1ZDQ, 1ZDS, 1ZV2, 2A3T, 2AVF, 2B08, 2BW4, 2BW5, 2BWD, 2BWI, 2DV6, 2DWS, 2DWT, 2DY2, 2FJS et 2JFC.
Plus généralement, on appelle également nitrite-réductase une enzyme qui catalyse la réduction des nitrites NO2− en ammoniac NH3 ; il peut s'agir de :
- la nitrite-réductase à NAD(P)H (EC 1.7.1.4), qui catalyse les réactions :

NH3 + 3 NAD+ + 2 H2O  {\displaystyle \rightleftharpoons }  NO2− + 3 NADH + 5 H+ ;
NH3 + 3 NADP+ + 2 H2O  {\displaystyle \rightleftharpoons }  NO2− + 3 NADPH + 5 H+ ;
- la nitrite-réductase à ferrédoxine (EC 1.7.7.1), qui catalyse la réaction :

NH3 + 2 H2O + 6 ferrédoxine oxydée  {\displaystyle \rightleftharpoons }  NO2− + 6 ferrédoxine réduite + 7 H+ ;
- la nitrite-réductase à cytochrome c (EC 1.7.2.2), qui catalyse la réaction :

NH3 + 2 H2O + 6 ferricytochrome c  {\displaystyle \rightleftharpoons }  NO2− + 6 ferrocytochrome c + 7 H+.
Plusieurs nitrite réductases contiennent du fer comme cofacteur. Par exemple, la nitrite-réductase à cytochrome c contient plusieurs hèmes c qui convertissent les ions nitrite NO2− en ammoniac NH3 au niveau de chaque site actif. L'atome de fer du site actif est lié à une protoporphyrine IX elle-même liée par covalence aux protéines de l'enzyme.
De nombreuses nitrite réductase contiennent du cuivre, notamment chez de nombreux genres de mycètes et de bactéries. Ainsi, les genres de bactéries Pseudomonas, Bordetella, Alcaligenes et Achromobacter contiennent tous des nitrate réductases à cuivre. Toutes ces enzymes ont en commun la présence de centres de cuivre de type 1, dont la structure est semblable à celle de l'azurine. Chacun de ces centres de cuivre de type 1 est fortement lié au soufre d'un thiolate d'un résidu de cystéine, à deux atomes d'hydrogène d'imidazoles de résidus d'histidine distincts, et à l'atome de soufre d'un ligand méthionine axial. Il en résulte une géométrie tétraédrique distordue.
La cystéine liée au centre de cuivre de type 1 jouxte une histidine dans la structure primaire de cette enzyme, c'est-à-dire sa séquence d'acides aminés. Cette histidine est liée au centre de cuivre de type 2 responsable de la liaison avec l'ion nitrite et de la réduction de ce dernier. Ce pont Cys–His joue un rôle important pour faciliter le transfert rapide des électrons depuis le centre de cuivre de type 1 vers celui de type 2.